# 天川村
天川村（日语：／ Tenkawa mura */?）是位於日本奈良縣南部吉野地區的行政區劃。轄區位於大峰山脈內的山區，多座大峰山修驗道的山伏修行場都位於此，包括整個近畿地區的最高峰八經岳（海拔高度1,915公尺）也位於轄區南側與上北山村交接處；熊野川的上游源頭「天之川」也發源於此，村名「天川」也正是源於此。

## 人口
| 天川村人口分布圖 |                                               |  |
| 天川村與日本全國年齡別人口分布比較圖 （2005年資料） | 天川村的年齡、男女別人口分布圖 （2005年資料） |  |
| ■紫色是天川村 ■綠色是全国 | ■藍色是男性 ■紅色是女性                       |  |
| 天川村人口變化 \| 1970年 \| 4,040人 \| \| \| 1975年 \| 3,654人 \| \| \| 1980年 \| 3,207人 \| \| \| 1985年 \| 2,731人 \| \| \| 1990年 \| 2,519人 \| \| \| 1995年 \| 2,310人 \| \| \| 2000年 \| 2,104人 \| \| \| 2005年 \| 1,800人 \| \| \| 2010年 \| 1,572人 \| \| \| 2015年 \| 1,354人 \| \| \| 2020年 \| 1,176人 \| \| |                                               |  |
| 資料來源：日本總務省統計中心提供之人口普查數據 |                                               |  |
| 1970年 | 4,040人                                       |  |
| 1975年 | 3,654人                                       |  |
| 1980年 | 3,207人                                       |  |
| 1985年 | 2,731人                                       |  |
| 1990年 | 2,519人                                       |  |
| 1995年 | 2,310人                                       |  |
| 2000年 | 2,104人                                       |  |
| 2005年 | 1,800人                                       |  |
| 2010年 | 1,572人                                       |  |
| 2015年 | 1,354人                                       |  |
| 2020年 | 1,176人                                       |  |

## 歷史
7世紀時，知名咒術師役小角在金峰山修行時，創立了藏王權現，並結合了佛教和日本傳統的山嶽信仰，開創修驗道的信仰；此後到9世紀期間，修驗道一度斷絕，直到弘法大師空海的孫弟子聖保也來到大峯山修行後，再度興起了修驗道的信仰，從此金峯山開始聚集大量山岳信仰的宗教及信徒。
在14世紀後曾是弓使用的箭矢竹材產地，江戶時代甚至直接以矢竹作為年貢上繳。
19世紀末明治維新後，此地曾先後隸屬奈良縣、五條縣、堺縣、大阪府，直到1887年重新恢復設立奈良縣後才再次隸屬奈良縣。
1889年日本實施町村制，原屬天川鄉和三名鄉的區域被合併設立為天川村。

## 交通
村內交通主要仰賴奈良交通的客運路線自位於大淀町的近畿日本鐵道吉野線下市口車站沿國道309號往返。

## 觀光資源
大峯山寺相傳為7世紀石由役小角所建，作為修驗道的寺院，自7世紀以來至今都是女人禁制之山，現除了被劃入吉野熊野國立公園，也被登錄為世界遺產「紀伊山地的靈場和參拜道」的一個項目。
而位於大峰山下的洞川溫泉過去則是作為大峯山、山上岳、女人大峯、稻村岳等多座修練之山登山口而形成的門前町，現有近20間的溫泉旅館。

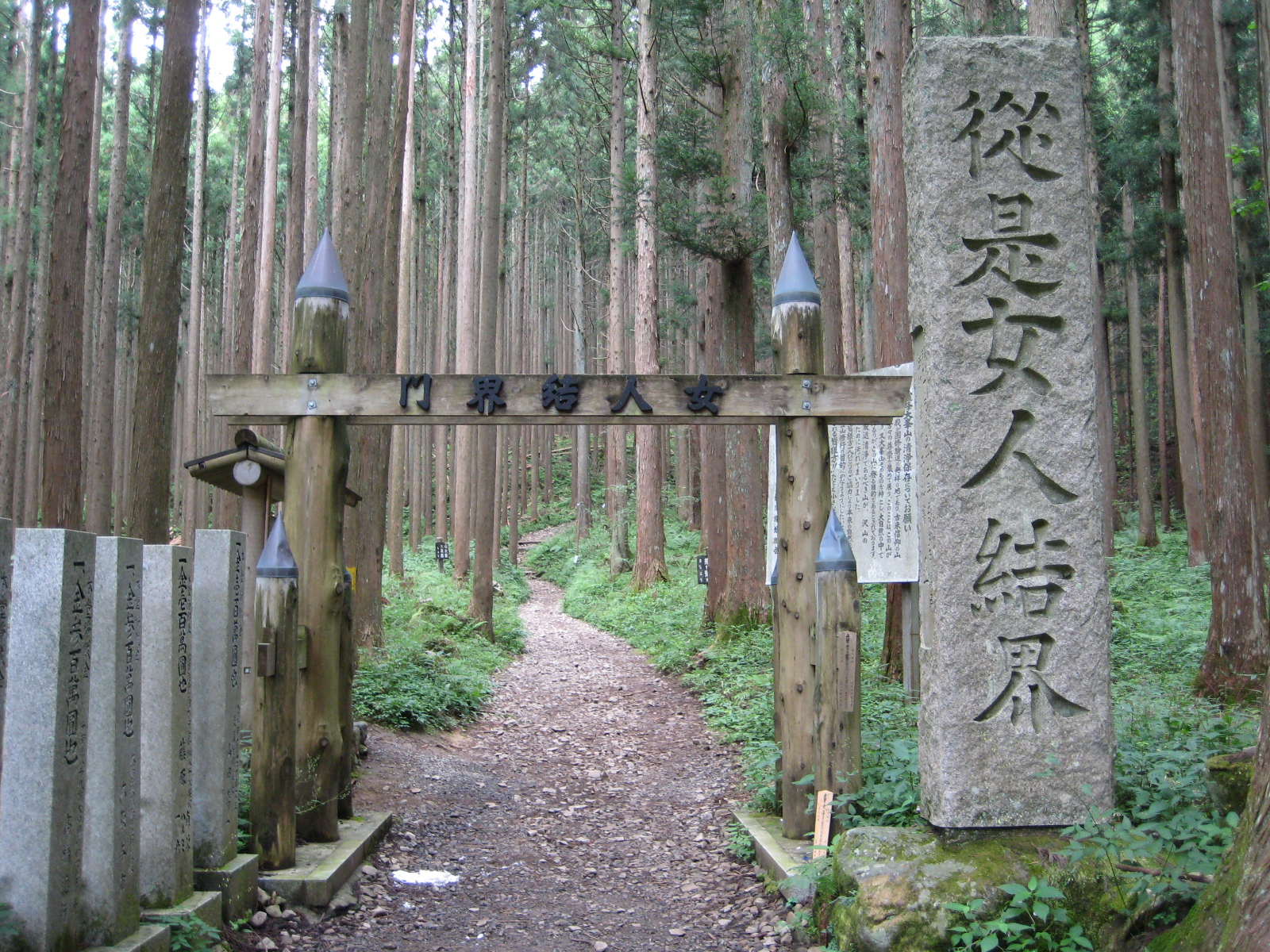
大峯山的女人結界門
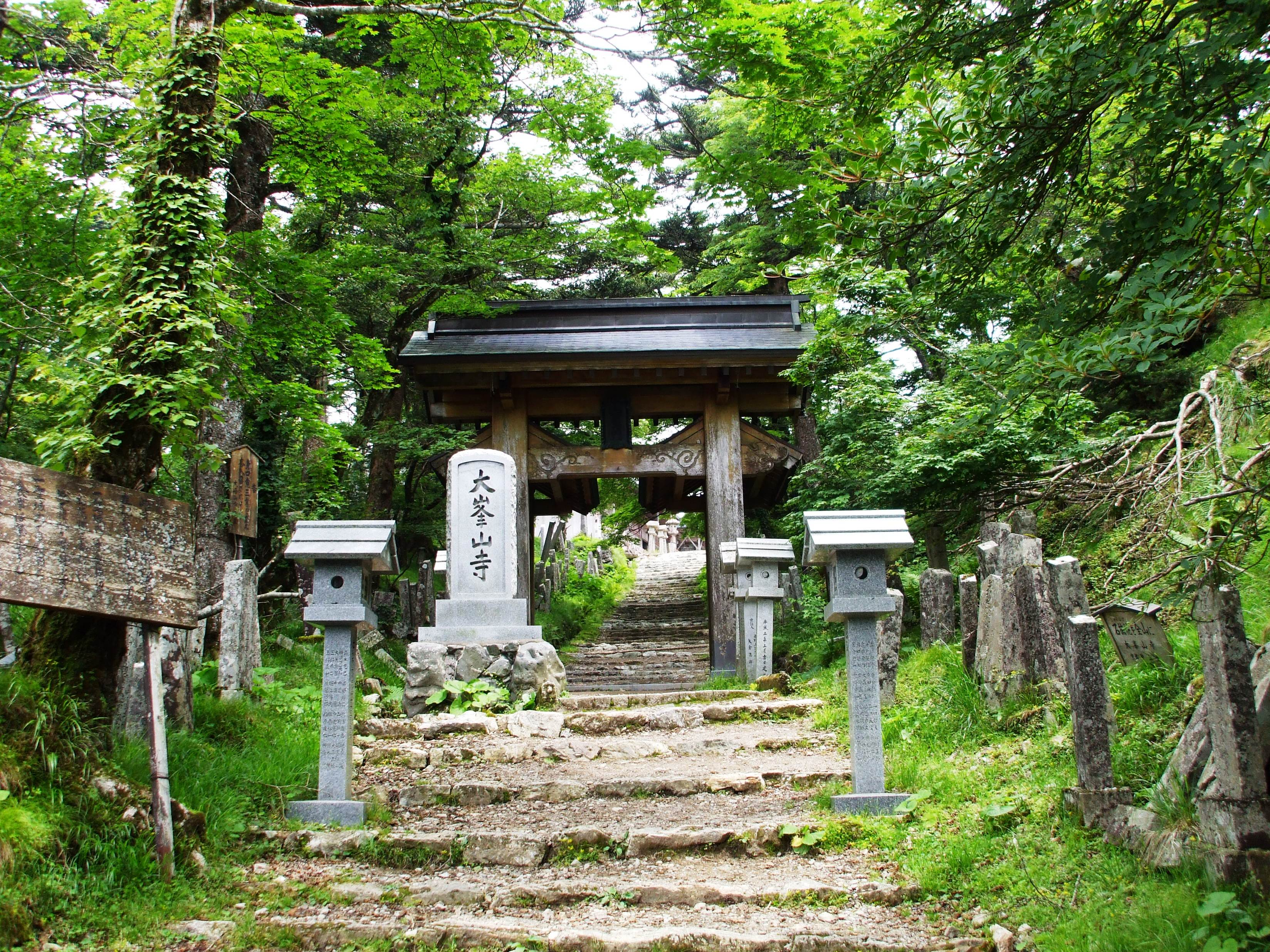
大峯山寺山門
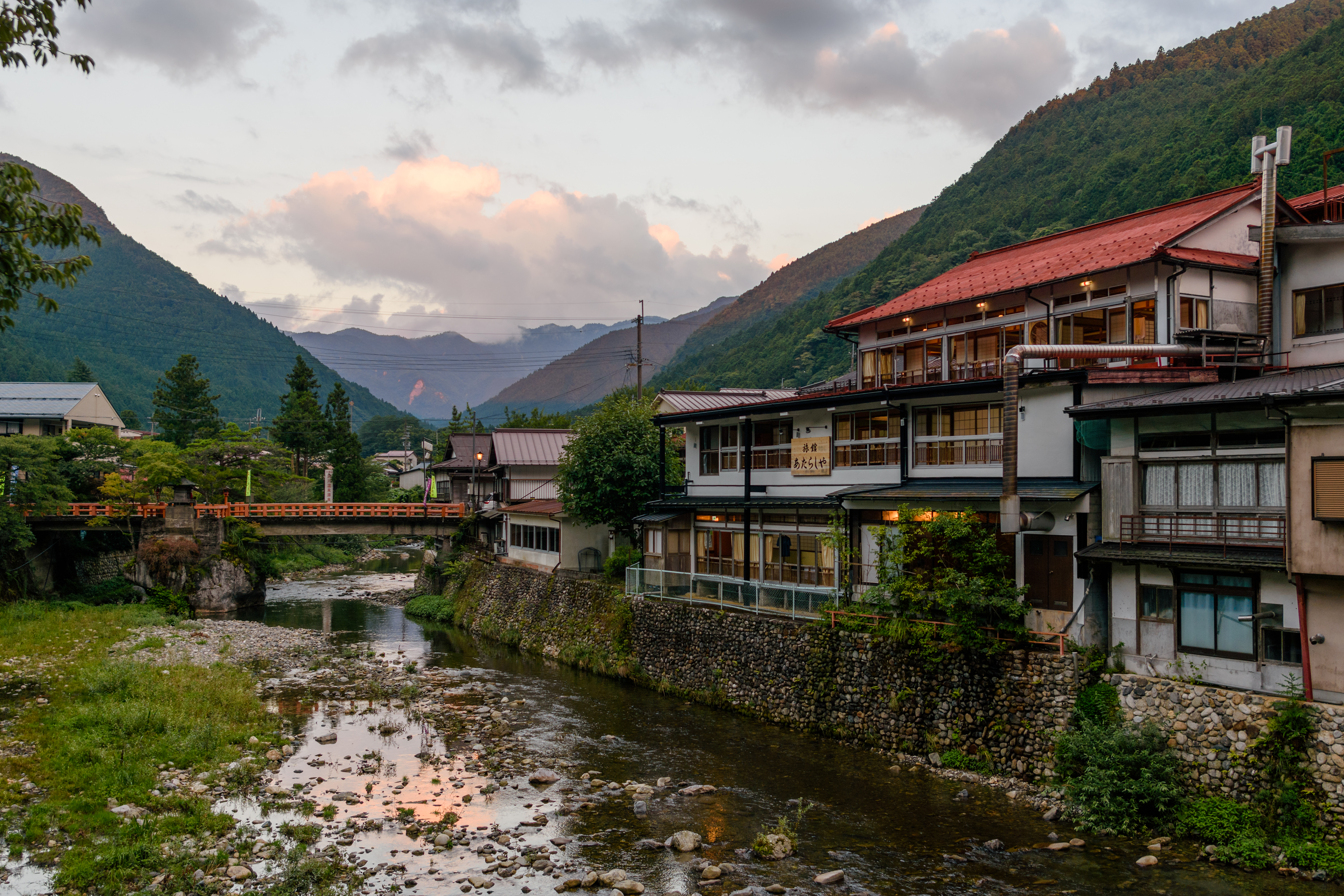
洞川溫泉

## 外部連結
- （日語） 天川村觀光網站 （页面存档备份，存于）
- （日語） 大峯山　洞川溫泉觀光協會 （页面存档备份，存于）